# Olinda (navio)
O vapor Olinda foi o terceiro navio brasileiro atacado na Segunda Guerra Mundial, e o segundo a ser afundado após o rompimento das relações do Brasil com o Eixo, no dia 18 de fevereiro de 1942, ao largo do Cabo Hatteras, na costa leste dos Estados Unidos, pelo submarino alemão U-432, o mesmo que torpedeara o Buarque três dias antes, naquela mesma região.

## O navio
Teminada sua construção em fins de 1905, nos estaleiros William Hamilton & Co. Ltd. (Glasgow, Escócia), foi batizado de Cara, e entrou em serviço no ano seguinte, sob a propriedade da empresa Cara SS Co Ltd (Japp & Kirby), de Liverpool.
Em 1912, foi vendido para o Royal Loide Holandês (Koninklijke Hollandsche Lloyd), de Amsterdam, e rebatizado de Kennemerland. Em 1934, foi adquirido por proprietários brasileiros e, finalmente, renomeado Olinda.
Tinha 109,8 m de comprimento por 15,3 m de largura, com 4 085 toneladas de arqueação bruta de registro (GRT). Possuía casco de aço, com potência de 1 820 HP gerada por seus motores de três cilindros com expansão tripla, o que lhe permitia alcançar a velocidade máxima de 9,5 nós.

## Afundamento
Fazendo a rota Pernambuco-Santa Lúcia-Nova York, o vapor, comandado pelo mestre Jacob Benemond, e carregado com 53 400 sacos de cacau e outros gêneros alimentícios (café e mamona), foi parado a tiros de canhão e de metralhadora, por volta das seis da tarde, do dia 18 de fevereiro de 1942, pelo submarino alemão U-432, algoz do navio Buarque, dias antes.
Os quarenta e seis tripulantes abandonaram o navio em dois botes salva-vidas. Um sobrevivente afirmou que ninguém ficou ferido durante o ataque, mas sim por ocasião do abandono do navio. Logo após, o submarino abordou um dos botes salva-vidas, e levou alguns membros da tripulação para bordo, questionando-os acerca da carga e do destino do navio. Depois do interrogatório, a tripulação voltou aos barcos salva-vidas.
Também foi observado que, durante o interrogatório da tripulação, o comandante Schultze observava o céu constantemente e, ao avistar dois aviões, determinou que o submarino imergisse rapidamente. Outro sobrevivente disse que os dois aviões foram avistados logo após o U-boot ter submergido.
Entretanto, antes de evadir-se, o U-432 canhoneou o vapor, fazendo-o afundar por volta das 21 horas daquele dia. Os sobreviventes foram resgatados no dia seguinte pelo USS Dallas.
O jornal brasileiro "Correio de Aracaju", relatou que o navio, pintado de cinza, viajava às escuras, mas que a bandeira do Brasil havia sido pintada ao seu lado para identificação.
O ataque e afundamento do Olinda foi um dos poucos ataques em que não ocorreu nenhuma morte.